# Elissa Down
Pour les articles homonymes, voir Down.
Elissa Down (née le 2 juillet 1975 à Camden) est une réalisatrice et scénariste australienne.

## Biographie
Elle reçoit l'AFI Award du meilleur réalisateur et du meilleur scénario original en 2008 pour The Black Balloon.

## Filmographie

### Cinéma
- 2001 : Pink Pyjamas
- 2008 : The Black Balloon
- 2018 : The Honor List
- 2020 : Feel the Beat

### Courts-métrages
- 2000 : Samantha Stewart, Aged 14
- 2002 : Her Outback
- 2003 : The Bathers
- 2003 : The Cherry Orchard
- 2004 : Summer Angst

### Télévision
Séries télévisées
- 2012 : Offspring
- 2017 : Confess